# Bretzenheim
Bretzenheim è un comune di 2 600 abitanti della Renania-Palatinato, in Germania.
Appartiene al circondario (Landkreis) di Bad Kreuznach (targa KH) ed è parte della comunità amministrativa (Verbandsgemeinde) di Langenlonsheim-Stromberg.
Il territorio comunale è bagnato dalle acque del fiume Nahe, affluente diretto del Reno.
Storicamente fu un feudo imperiale sovrano per secoli, elevato a contea imperiale e poi a principato sovrano nel 1789 per Carlo Augusto, un figlio di Carlo Teodoro, Elettore di Baviera e Palatinato, ma fu poi "scambiata" a inizio Ottocento con la città di Lindau (a sua volta ceduta all'Austria e poi alla Baviera). Bretzenheim venne annessa al Granducato d'Assia.